# James Edwards (Basketballspieler)
James Franklin Edwards (* 22. November 1955 in Seattle, Washington) ist ein ehemaliger US-amerikanischer Basketballspieler der Indiana Pacers, Cleveland Cavaliers, Phoenix Suns, Detroit Pistons, Los Angeles Clippers, Los Angeles Lakers, Portland Trail Blazers und Chicago Bulls der National Basketball Association (NBA). Edwards wurde mit den Pistons (1989 und 1990) und den Bulls (1996) dreimal NBA-Meister.

## Karriere
Edwards wurde im NBA-Draft 1977 von den Lakers an Position 46 ausgewählt. In seiner NBA-Laufbahn galt er als solider Spieler, der in seiner Blütezeit für 15 Punkte pro Spiel gut war. Weil er zeit seiner Karriere einen Hồ-Chí-Minh-Bart trug, wurde Edwards von seinen Kollegen auch „Buddha“ genannt.
Seinen Höhepunkt erlebte Edwards als Mitglied jener Pistons-Mannschaft, die 1989 und 1990 den Titel holten. Bei den „Bad Boy Pistons“, die für ihre harte Verteidigung bekannt waren, war Edwards der Ersatzmann für Bill Laimbeer und Dennis Rodman. 1996 wurde der Veteran nochmals mit den Bulls um Michael Jordan Meister und trat danach ab.
Edwards beendete seine Karriere mit 1.168 gespielten NBA-Spielen, 14.862 erzielten Punkten und 6.004 eingesammelten Rebounds.